# Gustaaf Oosterhuis
Gustaaf Oosterhuis (Amsterdam, 23 april 1858 - Amstelveen, 3 augustus 1938) was een Nederlands fotograaf.
Gustaaf Oosterhuis zette het door zijn vader Pieter Oosterhuis opgezette fotografiebedrijf voort. Hij was specialist in industriële- en landschapsfotografie en maakte vooral ook veel foto's in de haven en stad van Amsterdam. Een door hem veel gebezigde techniek was de albuminedruk.

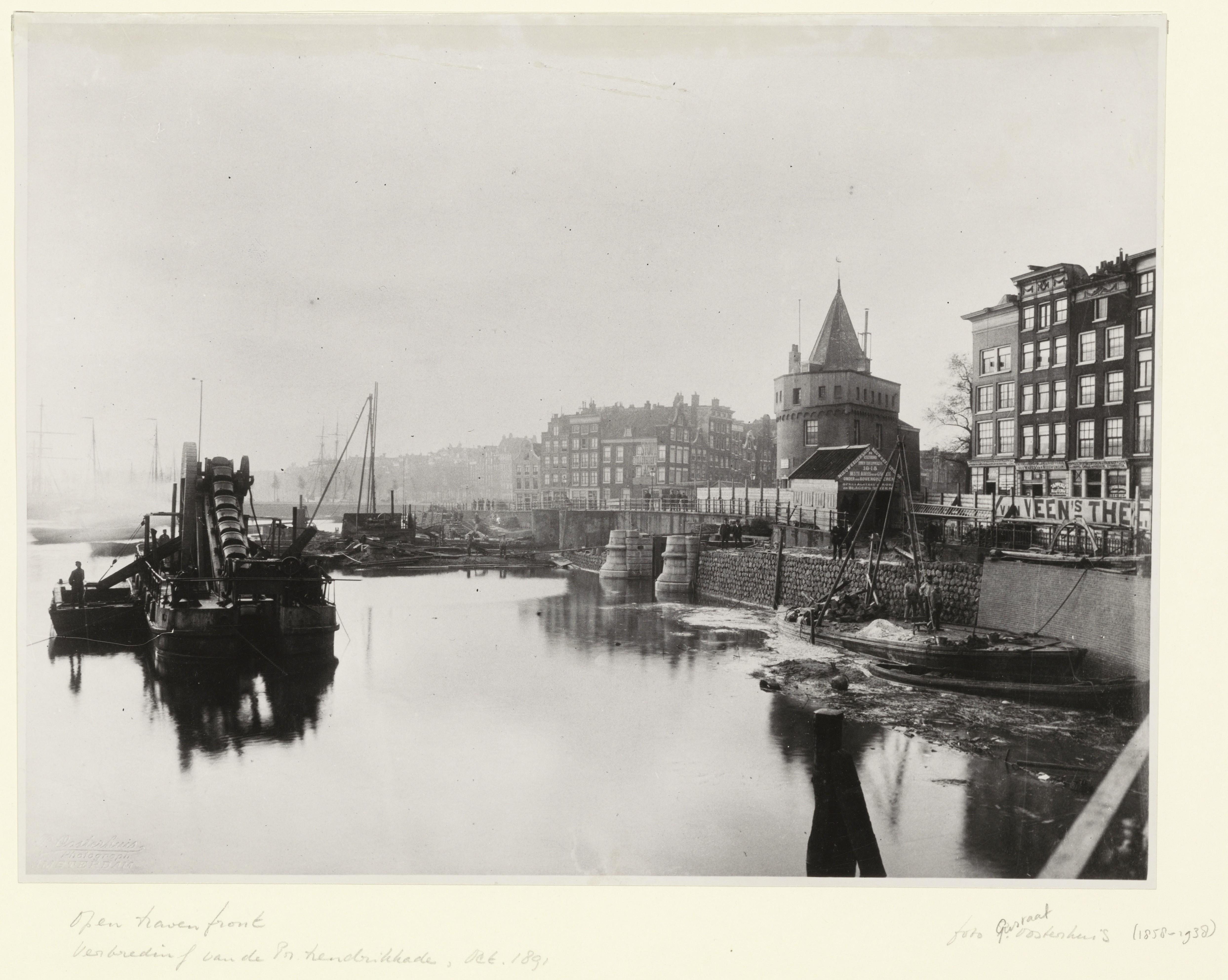
Prins Hendrikkade, Amsterdam.

- Biografisch Portaal: 78645503
- RKD-Nederlands Instituut voor Kunstgeschiedenis: 375305
- Union List of Artist Names: 500197825
- Virtual International Authority File: 154677691